# جوائز أكاديمية الراديو

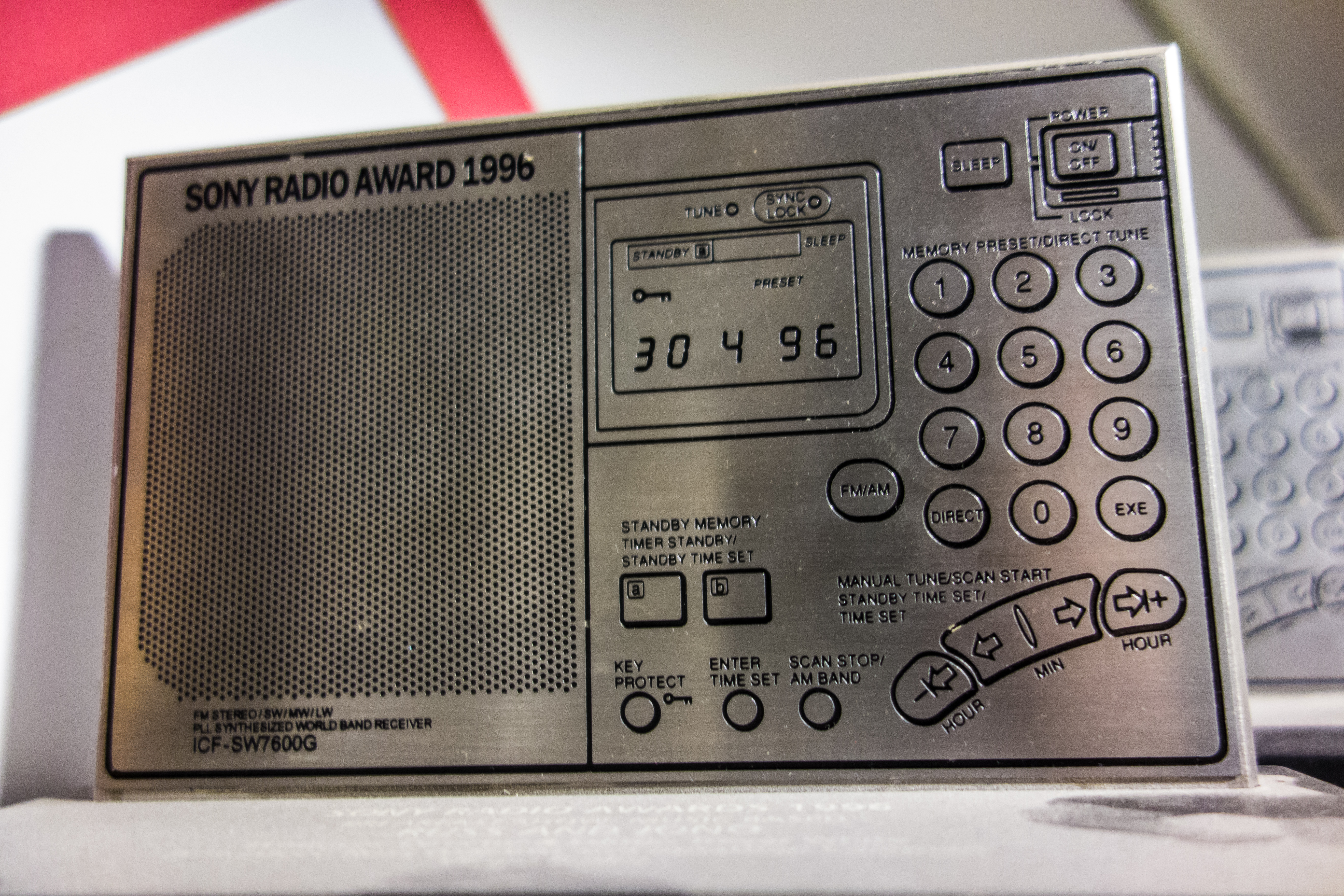

جوائز أكاديمية الراديو (بالإنجليزية: Radio Academy Awards) بدأت جوائز أكاديمية الراديو في عام 1983، وهي من أكثر الجوائز المرموقة في صناعة الإذاعة البريطانية. كانت تديرها، في معظم فترات وجودها، شركة زافير أسوشيتس، ولكن في السنوات الأخيرة أصبحت تابعة لسيطرة أكاديمية راديو.
كان يشار إلى الجوائز عمومًا باسم الراعي الأول، شركة سوني، باسم جوائز سوني The Sony Awards، أو جوائز راديو سوني The Sony Radio Awards، أو منوعات راديو سوني.
أعلنت شركة سوني في أغسطس 2013، عن انتهاء اتفاقية رعايتها مع أكاديمية الراديو بعد 32 عامًا، ونتيجة لذلك، تم تسمية الجوائز ببساطة باسم جوائز أكاديمية الراديو،  وفي نوفمبر 2014، أُعلن أن أكاديمية الراديو لن تحتفظ بالجوائز في عام 2015، وستبحث عن طرق أخرى للاعتراف بالإنجاز في المستقبل.
أعيد إصدار الجوائز في عام 2016 كجوائز صناعة الصوت والراديو Audio & Radio Industry Awards (ARIAS).

## فئات الجوائز
تم تنظيم الجوائز في فئات مختلفة، حيث تم الإعلان عن المرشحين قبل أسابيع قليلة من حفل توزيع الجوائز الرئيسي. اختلفت الفئات بشكل طفيف كل عام، وكان يحددها لجنة سنوية، بهدف تضمين جميع المجالات الرئيسية من الموسيقى، والأخبار، والخطاب إلى الدراما الإذاعية والكوميديا والرياضة، وعدم التمييز ضد حجم المحطة، أو الفئات المتخصصة.
تم اختيار خمسة إدخالات في القائمة المختصرة في معظم الفئات، وتم منح المراكز الثلاثة الأولى: برونزية وفضية وذهبية. تم إدراج بعض الفئات (مثل فئات محطة العام) في القائمة المختصرة لثلاثة إدخالات فقط، مع منح فائز ذهبي فقط. لم تكن هناك قائمة مختصرة في عدد من الفئات الخاصة (مثل الجائزة الذهبية أو الجائزة الخاصة)، بل مجرد فائز.

## وصلات خارجية
https://www.radioacademy.org/ جوائز أكاديمية الراديو
https://books.google.com.sa/books?id=aHkekUjE378C&pg=PA257&redir_esc=y جوائز أكاديمية الراديو